# Klisa, Bihać
Klisa je naselje v občini Bihać, Bosna in Hercegovina. 

## Deli naselja
Demirovića Brdo, Klisa in Toljice.

## Prebivalstvo
| Pregled števila prebivalcev po letih | Pregled števila prebivalcev po letih | Pregled števila prebivalcev po letih | Pregled števila prebivalcev po letih | Pregled števila prebivalcev po letih | Pregled števila prebivalcev po letih |
| ------------------------------------ | ------------------------------------ | ------------------------------------ | ------------------------------------ | ------------------------------------ | ------------------------------------ |
| 1948                                 | 1953                                 | 1961                                 | 1971                                 | 1981                                 | 1991                                 |
| -                                    | -                                    | -                                    | 626                                  | 632                                  | 557                                  |

| Narodna sestava prebivalstva po letih                                                                                      | Narodna sestava prebivalstva po letih                                                                                      | Narodna sestava prebivalstva po letih                                                                                      |
| --- | --- | --- |
| 1971 | 1981 | 1991 |
| . skupaj: 626 Muslimani 615 (98,24 %) Hrvati 5 (0,79 %) Srbi 4 (0,63 %) Jugoslovani 0 (0,00 %) drugi in neznano 2 (0,31 %) | . skupaj: 632 Muslimani 614 (97,15 %) Srbi 4 (0,63 %) Hrvati 1 (0,15 %) Jugoslovani 4 (0,63 %) drugi in neznano 9 (1,42 %) | . skupaj: 557 Muslimani 541 (97,12 %) Srbi 5 (0,89 %) Hrvati 0 (0,00 %) Jugoslovani 7 (1,25 %) drugi in neznano 4 (0,71 %) |